# Parafia wojskowa św. Jana Bożego w Zamościu
Parafia wojskowa pw. Świętego Jana Bożego – parafia w Zamościu w Dekanacie Wojsk Lądowych Ordynariatu Polowego Wojska Polskiego (do roku 2012 parafia należała do Krakowskiego Dekanatu Wojskowego). Jej proboszczem jest ks. ppłk  Ireneusz Biruś SDS. Obsługiwana przez księży diecezjalnych. Erygowana 21 stycznia 1993. Mieści się przy jednostce wojskowej przy ulicy Wojska Polskiego.